# أشرف العجرمي
أشرف عيد محمد العجرمي ‏ (1961 في جباليا -) سياسي فلسطيني شغل منصب وزير الأسرى والمحررين في حكومة سلام فياض الأولى.

## النشأة
في عام 1961، وُلد أشرف العجرمي في جباليا لوالدين هاجرا من مدينة بئر السبع نتيجة النكبة وسكنا مخيم جباليا. تلقى العجرمي تعليمه المدرسي حتى الثانوية العامة في مخيم جباليا. غادر العجرمي قطاع غزة لدراسة الهندسة في مدينة بودابست، المجر، وفي عام 1984 وعند عودته اعتقلته السلطات الإسرائيلية وسُجن لمدة اثني عشر عاما لغاية 1996. حصل العجرمي على شهادة البكالوريوس في اللغة الإنجليزية من جامعة القدس.

## العمل
عمل العجرمي بعد تخرجه في وزارة الإعلام الفلسطينية لغاية عام 2007، وتدرج حتى صار فيها مدير عام الإعلام الخارجي. غادر قطاع غزة إلى رام الله نتيجة أحداث الانقسام الفلسطيني. وتولى منصب وزير وزارة شؤون الأسرى والمحررين في الحكومة الفلسطينية الثانية عشرة برئاسة سلام فياض.

## مؤلفات
ألف أشرف العجرمي عام 2005 كتابًا بعنوان «الخطاب الاعلامي الديني وحقوق الإنسان».